# Jerolakos
Jerolakos (gr. Γερόλακκος, tur. Alayköy) – wieś na Cyprze, w dystrykcie Nikozja.